# NewOS
NewOS est le nom d'un système d'exploitation libre. Son but principal est d'être le plus portable possible.

## Présentation
NewOS est principalement développé par Travis Geiselbrecht, un ancien ingénieur de Be. Son but n'est pas d'en faire un système vraiment utilisable, c'est avant tout un développement lui permettant d'explorer certains aspects dans la conception des systèmes d'exploitation.
Il reprend certaines particularités déjà présentes dans d'autres systèmes comme, BeOS, Solaris, FreeBSD, ou encore Windows NT/XP.

## Les portages réalisés
NewOS est actuellement porté sur plusieurs architectures :
- x86, le type de processeur utilisé dans les PC
- Sega Dreamcast, équipé d'un processeur Hitachi SH-4
- PowerPC, le type de processeur qui était utilisé dans les Macintosh avant qu'ils ne soient remplacés par les processeurs Intel.

Le portage vers d'autres architectures est prévu :
- ARM
- Sun Blade 100, équipé d'un processeur UltraSPARC IIe 64-bits
- NeXT Station, équipé d'un processeur Motorola 68040
- SGI Indy, équipé d'un processeur MIPS R5000
- DEC Multia, équipé d'un processeur Alpha 21064.

## Réutilisation
Le noyau de NewOS est utilisé par Haiku qui est un système d'exploitation libre.